# Les Hanois
Les Hanois, auch Les Hanoveaux genannt, sind eine Gruppe von Klippen und Riffs im Ärmelkanal unweit westlich der Insel Guernsey. Sie sind die äußerst westlichen der Kanalinseln und gehören administrativ zum Gebiet der Gemeinde (parish) Torteval in der  Vogtei (bailiwick) Guernsey.
Neben einer Anzahl namenloser Klippen, Felsen und Untiefen, die teilweise nur bei Niedrigwasser die Wasseroberfläche durchbrechen, umfassen die Hanois die größeren Klippen „Le Bisé“ (auch „Le Biseau“), „Le Grand Hanois“, „Le Petit Hanois“, „La Percée“, „Rond Rocque“ („Round Rock“) und „La Grosse Rocque“.
Auf „Le Bisé“ wurde in den Jahren 1860 bis 1862 der Leuchtturm Les Hanois errichtet, um Schiffe vor diesen sehr gefährlichen Klippen zu warnen. Der Leuchtturm wurde 1995 automatisiert und der letzte Leuchtturmwärter ging Anfang 1996.